# Список умерших в 942 году

## Июль
- 28 июля — Гао-цзу (50), 1-й император государства Поздняя Цзинь периода Пяти династий и десяти царств в Китае (936—942).

## Октябрь
- Стефан VIII (IX), Папа Римский (939—942)[1].

## Ноябрь
- 18 ноября — Одон Клюнийский, католический святой, бенедиктинец, второй аббат Клюни (927—942), инициатор клюнийской реформы западного монашества[2].

## Декабрь
- 17 декабря — Вильгельм I, герцог Нормандии (927—942)[3].

## Дата смерти неизвестна или требует уточнения
- Агапий Манбиджский, арабский христианский историк.
- Гозело, граф в Арденненгау и Бидгау[4].
- Идвал ап Анарауд, правитель валлийского королевства Гвинед (916—942)[5].
- Лливелин ап Мервин, король Поуиса (900—942)[6].
- Пьетро Партечипацио, 20-й венецианский дож (939—942).
- Радульф, епископ Уржеля (914—942)[7].
- Роже II де Лаон, граф Лаона (926—928), граф Дуэ (931—941), граф Бассини (941—942).
- Саадия Гаон, крупнейший галахический авторитет эпохи гаонов, основоположник раввинистической литературы и еврейской рационалистической философии, языковед и поэт[8].
- Тибо Старый, виконт Блуа (906), виконт Тура (908), граф Тура и Блуа (возм. 940); родоначальник Тибальдинов, известных как дом де Блуа.
- Хильдегер, виконт Лиможа.